# McLaren Automotive
McLaren Automotive, abreviado simplemente como McLaren, es un fabricante británico de automóviles deportivos. Fue fundado en 1985 como desprendimiento de la escudería de automovilismo creada en 1963 por Bruce McLaren, con la que comparte tecnología.
Su primer modelo producido fue el McLaren F1 lanzado en 1992. La empresa participó en el desarrollo del Mercedes-Benz SLR McLaren de 2003. A partir de 2011 produce numerosos modelos bajo su propia marca.

## Historia
El fundador de McLaren, Bruce McLaren, nació en 1937, quien aprendió sobre autos e ingeniería en la estación de servicio y taller mecánico que pertenecía a su padre en su ciudad natal, Auckland, Nueva Zelanda. A los 15 años, había participado en una carrera de montaña ("hillclimb") local en un Austin 7 Ulster; y así ganó su primera carrera en el auto. En 1958, McLaren llegó al Reino Unido con el programa "Driver to Europe", destinado a ayudar a los pilotos australianos y neozelandeses para competir en Europa. Su mentor, Jack Brabham, lo presentó a Cooper Cars, un pequeño equipo con sede en Surbiton, Surrey. El equipo llegó a las carreras de Fórmula 1 en 1958, McLaren se unió al equipo de F1 un año después. Ese mismo año, ganó el Gran Premio de Estados Unidos de 1959 a los 22 años, convirtiéndose en el ganador más joven de un Gran Premio hasta la fecha. Estuvo con Cooper por otros siete años, en los que ganó tres Grandes Premios más y otras carreras. Después, condujo para Jaguar y Aston Martin, y ganó las 24 Horas de Le Mans 1966 con Ford Motor Company.
Bruce McLaren fundó McLaren Motor Racing en 1963. Un año después, la compañía construyó el primer automóvil de carreras McLaren: el M1A; fueron producidas 24 unidades. Su sucesor, el M1B, permitió a McLaren entrar en el campeonato de Can-Am y emergió como el vencedor dominante con 43 victorias, casi tres veces más que su rival Porsche. En 1965, el primer auto de McLaren F1, el M2B, debutó en el Gran Premio de Mónaco.
En 1980, la compañía se fusionó con el equipo Project 4 Racing de Ron Dennis. La fusión trajo al diseñador John Barnard, interesado en usar material compuesto de fibra de carbono, que ya se usaba en aplicaciones aeroespaciales, pero nunca se había aplicado a un monocasco completo para autos de carreras. McLaren fue pionero en usar fibra de carbono en las carreras de automóviles con su nuevo auto, el MP4/1, lo que aportó nuevos niveles de rigidez y seguridad para el piloto de Fórmula 1.
La división McLaren Cars se fundó en 1985. En agosto de 1988, Dennis, por aquel entonces Team Principal del equipo y Gordon Murray, comenzaron a desarrollar un nuevo automóvil y en 1992, se lanzó el McLaren F1 con una producción total de solamente 106 unidades.
McLaren Cars colaboró con el fabricante alemán Mercedes-Benz en el desarrollo del SLR McLaren, McLaren Automotive se relanzó como fabricante independiente en 2010, dejando atrás a McLaren Racing. La compañía lanzó el modelo MP4-12C en 2011 y el modelo Spider en 2012. El P1 de ejecución limitada entró en producción en 2013 y finalizó en 2015. Tras presentar un plan de negocios para lanzar un automóvil o modelo cada año, la compañía presentó en 2014 el 650S en versiones Coupé y Spider; y revelaron la nueva gama Sports Series que comprende 570S y 540C en 2015. En septiembre de 2016, la compañía presentó el coche para niños P1TM después del P1 y anunció el mismo mes que estaban desarrollando una poderosa batería para la Fórmula E. En octubre de 2016, se informó de que los consejeros estaban considerando una propuesta para terrenos junto al Centro Tecnológico McLaren para la construcción y anunciaron el "Pure McLaren Arctic Experience" el mismo mes, un acontecimiento donde un participante está capacitado para conducir un 570S en el Círculo polar ártico.
La compañía originalmente estaba separada de las compañías de McLaren Group existentes para permitir la inversión en la nueva empresa, pero se unió a ellas en julio de 2017 después de que Dennis vendiera sus acciones en McLaren Automotive y McLaren Technology Group.
McLaren anunció que lanzaría 18 modelos nuevos antes del 2025, lo que permitirá que su gama sea totalmente híbrida. Mediante un plan de trabajo denominado Track 25, actualmente se ha presentado el Speedtail como el primer modelo de este plan, al igual que se anunció la fabricación de un on-off que se conoce internamente como bc-03.

## Modelos

### Actuales
|    |
| GT |

|           |
| Speedtail |

|       |
| Senna |

|      |
| 720S |

|       |
| 600LT |

|      |
| 570S |

|       |
| 570GT |

|      |
| 540C |

|        |
| Artura |

|       |
| 765LT |

### Anteriores
|            |
| McLaren F1 |

|         |
| MP4-12C |

|    |
| P1 |

|      |
| 650S |

|             |
| 650S Spider |

|       |
| 675LT |

|              |
| 675LT Spider |

## Series

### Sport Series
Inicialmente formado por el 540C Coupé y el 570S Coupé, la Serie Sport es la gama más nueva incorporada a la línea McLaren Automotive que une la Super Series existente (650S Coupé, 650S Spider, 675LT Coupé, 675LT Spider) y Ultimate Series (P1, P1 GTR y Senna). En enero de 2016, el 570GT se unió a la línea más asequible de la estrategia de modelo de tres niveles de la marca. En junio de 2017, la firma anunció la adición del 570S Spider. Para cuando la gama esté completa, en 2017, se esperaba que esta serie representara dos tercios del volumen de ventas totales anuales.
La serie McLaren Sports se centra en el compromiso definitivo con el piloto junto con el alto rendimiento y la usabilidad diaria. Todos los autos de todas las Series cuentan con una gama de chasis de fibra de carbono, una marca registrada de los autos McLaren desde la Fórmula 1.
En julio de 2018 se presentó una nueva versión del 570S, la cual es denominada 600LT, la cual es la versión más potente y extrema de la gama Sport Series tiene un peso de 1247 kg (2749 libras). Cuenta con un motor V8 biturbo de 3799 cm³ (3,8 litros) que produce una potencia máxima de 600 CV (592 HP; 441 kW) y 625 N·m (461 lb·pie) de par máximo, con lo que alcanza los 100 km/h (62 mph) en 3.2 segundos y supera los 328 km/h (204 mph) de velocidad máxima.
|      |
| 570S |

|      |
| 540C |

|       |
| 570GT |

|             |
| 570S Spider |

|        |
| Artura |

|    |
| GT |

### Super Series
Esta serie estaba inicialmente conformada por el 650S Coupé y 650S Spider, después se agregó el 675LT Coupé y el 675LT Spider, que es el primer McLaren moderno en usar el distintivo LT ('Longtail'). Se inspira en el McLaren F1 GTR 'Longtail' que debutó durante la temporada de carreras de 1997. Según McLaren, "centrarse en el rendimiento absoluto, la reducción de peso y los niveles definitivos de participación del conductor" definen un "Longtail". En 2016 McLaren Special Operations (MSO) creó el McLaren MSO HS o High Sport. Tiempo después se añadió el sucesor del 650S, el 720S.
|      |
| 650S |

|             |
| 650S Spider |

|       |
| 675LT |

|              |
| 675LT Spider |

|      |
| 720S |

|       |
| 765LT |

### Ultimate Series
Al principio estaba solamente conformada por el McLaren P1. Utiliza energía híbrida y tecnología de la Fórmula 1. El estilo del P1 está influido por el MP4-12C, pero con paneles de la carrocería agregados para hacer que el coche parezca agresivo. No tiene la misma configuración de tres asientos como su predecesor, el McLaren F1. El diseño de los faros recuerda al logotipo de McLaren. Después se añadió la variante del P1, el P1 GTR. El GTR se pondrá a disposición solamente para los 375 propietarios del P1 y sería una edición muy limitada de 35 unidades. El modelo de producción del P1 GTR fue presentado oficialmente en el Salón del Automóvil de Ginebra de 2015. La variante GTR tenía un precio de 3 900 000 £. McLaren afirma que este sería el modelo más potente hasta la fecha, con una potencia prevista de 1000 CV (986 HP; 736 kW). El coche también contaba con neumáticos lisos y se afirmaba que tenía mayores niveles de rendimiento, agarre y aerodinámica, en comparación con el coche de carretera. Con una altura de carrocería fija, suspensión de competición, capaz de utilizar un alerón trasero móvil (DRS) y un nuevo escape de diseño exclusivo, se tenía como objetivo el ofrecer la experiencia de pista definitiva. Después se unió a la gama Ultimate Series, el sucesor del P1: el McLaren Senna. La firma británica se ha sacado de la manga su coche matriculado más radical, aunque su único objetivo sea destrozar cronómetros, este biplaza está homologado para las vías públicas. Además, es más ligero que el McLaren F1.
En octubre de 2018, se presentó el sucesor espiritual del F1 conocido como Speedtail, el cual es el segundo modelo híbrido de la marca y el más rápido, con una velocidad máxima de 403 km/h (250 mph) y una aceleración de 0 a 300 km/h (186 mph) en 12.8 segundos.
|    |
| P1 |

|        |
| P1 GTR |

|       |
| Senna |

|           |
| Senna GTR |

### Legacy
La gama Legacy está formada por los primeros vehículos de McLaren Automotive: el F1. En 1988, la empresa tomó la decisión de expandirse desde la Fórmula 1 para diseñar y construir lo que se describió como "el mejor auto deportivo que el mundo haya visto jamás". En marzo de 1990, el equipo que crearía la F1 se unió por primera vez y tres años más tarde, en diciembre de 1993, nació el primer automóvil de producción. Incluso para los estándares actuales, el McLaren F1 es considerado por muchos como uno de los mejores autos de carretera de todos los tiempos. El McLaren F1 fue el primer coche de fibra de carbono del mundo con el monocasco inspirado en la Fórmula 1 que pesaba solamente 100 kg (220 libras). El coche también definió el ADN del auto de McLaren: bajo peso, embalaje inteligente, excelente calidad y diseño innovador, lo que da como resultado una excelente experiencia de conducción. El revolucionario puesto de conducción central fue diseñado para mejorar la visibilidad y sin comprometer las posiciones de control para el conductor.
El MP4-12C fue el primer automóvil de producción diseñado y fabricado completamente por McLaren desde el McLaren F1. Lanzado en 2011, casi dos años después de que el diseño final del coche fuera presentado por el director de Diseño Frank Stephenson el 11 de septiembre de 2009, el 12C presenta un chasis MonoCell de fibra de carbono.
Una versión descapotable del coche llamado MP4-12C Spider, fue rebautizado más tarde como el McLaren 12C Spider en 2012. Los 75 kg (165 libras) 'MonoCell' no requerían un refuerzo adicional para el modelo Spider. El resultado es un automóvil deportivo casi idéntico a su techo fijo equivalente en términos de rendimiento y que pesa solamente 40 kg (88 libras) más con la adición de un sistema de techo retráctil.
Con el techo elevado, el área debajo del tonel puede usarse para almacenar más equipaje y proporciona 52 litros (1,8 pies cúbicos) de espacio de almacenamiento adicional.
|            |
| McLaren F1 |

|         |
| MP4-12C |

|              |
| McLaren M6GT |

|                |
| MP4-12C Spider |